# Analema
Analema (lat. analemma: sunčani sat od grč. ἀνάλημμα: potporanj) je krivulja u obliku osmice (Bernoullijeva lemniskata) koju u godini dana ocrtava položaj Sunca zabilježen svakoga dana u isto vrijeme s istoga mjesta.

## Zemljina putanja
Neposredne astronomske posljedice Zemljinog obilaska oko Sunca (revolucije Zemlje) jesu prividno gibanje Sunca (godišnje gibanje Sunca) i godišnja promjena noćnog neba. Promatrajući Sunce, projiciramo ga u neko područje neba (nebeska sfera); na primjer 23. rujna Sunce vidimo u zviježđu Djevice. Spojnica povučena od Zemlje do Sunca prema nebeskoj sferi stalno se zakreće u toku našeg gibanja. Slika Sunca na nebu "neprestano bježi", i to također u smislu vrtnje desnog vijka. Kružnica kojom se Sunce prividno giba među zvijezdama zove se ekliptika. Gibanje Sunca odvija se ekliptikom od zapada prema istoku, što je upravo suprotno smjeru dnevnoga gibanja nebeske sfere! Gibanje Sunca među zvijezdama je optička varka, nastala promatranjem Sunca s pokretne Zemlje. Zviježđa kroz koja Sunce na taj način "prolazi" zovu se zviježđima zodijaka ili životinjskog pojasa. Kako puni kut (360°) ima otprilike isto toliko stupnjava koliko u godini ima dana, Sunce će ekliptikom u jednom danu prelaziti oko 1°. 
Sunce se giba među zvijezdama koje se nalaze na dnevnoj strani nebeske sfere, no to njegovo relativno pomicanje izravno ne zapažamo. Zato ćemo na noćnoj strani vidjeti da se zvijezde smjenjuju iz dana u dan, od mjeseca do mjeseca. Mijenja se vidljivo područje noćnog neba. Budući da se spojnica od Sunca do Zemlje prema nebeskoj sferi zakreće na istok, novo će nam zvjezdano područje nicati na istočnom obzoru. Zaključujemo da se godišnje gibanje neba odvija od istoka prema zapadu, isto kao i dnevno gibanje neba, a suprotno od godišnjeg gibanja Sunca među zvijezdama.

### Drugi Keplerov zakon
Drugi Keplerov zakon glasi:
| Radijvektor (provodnica) Sunce-planet opisuje u jednakim vremenskim razmacima jednake površine. |

Na prikazanoj slici {\displaystyle dv} je priraštaj kuta {\displaystyle v} koji odgovara kratkom intervalu {\displaystyle dt}. Za to vrijeme radijus-vektor prebriše površinu:
({\displaystyle v} u radijanima), jer, s obzirom na to da je priraštaj {\displaystyle dv} vrlo malen, može se površina isječka elipse smatrati površinom isječka kruga s polumjerom {\displaystyle r}. Tako proizlazi:
{\displaystyle {\frac {dp}{dt}}} naziva se  površinskom brzinom. Prema drugom Keplerovu zakonu ta je brzina konstantna:
i to je matematički izraz drugoga Keplerova zakona.